# Lista de ministros de Portugal (Ab–Bo)
Este artigo faz parte de uma série contendo uma lista de ocupantes de cargos ministeriais (ou equivalentes) de Portugal, entre a instauração do governo liberal da regência de D. Pedro a 15 de março de 1830 e a atualidade, incluindo membros do governo hierarquicamente superiores aos ministros: chefes de governo e vice-chefes de governo.
A informação apresentada inclui o nome comum pelo qual o ministro é conhecido; o seu retrato (quando existente na Wikipédia); o cargo ou cargos ministeriais que ocupou, incluindo informação sobre a posição ordinal na lista de ministros desse cargo, o número de vezes em que serviu no cargo, e eventuais períodos interinos ou de nomeações sem tomada de posse; o período ou períodos em que serviu (no formato "ano–ano") e o governo ou governos em que serviu (incluindo o chefe de governo respetivo).
Devido a questões práticas de espaço e de tempo de carregamento da página, esta lista é uma de oito sublistas, organizadas alfabeticamente por ordem do último apelido (ou sobrenome, em português brasileiro) do nome pelo qual é comummente conhecido o ministro, respeitando-se as regras descritas em Lista de ministros de Portugal.
- Lista de ministros de Portugal (Ab–Bo)
- Lista de ministros de Portugal (Br–Cl)
- Lista de ministros de Portugal (Co–Fa)
- Lista de ministros de Portugal (Fe–La)
- Lista de ministros de Portugal (Le–Me)
- Lista de ministros de Portugal (Mi–Pe)
- Lista de ministros de Portugal (Pi–Sa)
- Lista de ministros de Portugal (Sc–Ze)

## Lista
Legenda de cores
Legenda de abreviaturas
int. — Interino

n.e. — Não empossado

G.R. — Governo da Regência

M. — Governo da Monarquia Constitucional

G.P. — Governo Provisório

R. — Governo da Primeira República

D. — Governo da Ditadura Militar ou da Ditadura Nacional

E.N. — Governo do Estado Novo

P. — Governo Provisório da Terceira República

C. — Governo Constitucional da Terceira República
|                                                                                                 | Ministro (Nascimento–Morte)                                            | Retrato                          | Cargo | Ordem                                                                                            | Período | Governo (Chefe de governo) | Observações |
| ----------------------------------------------------------------------------------------------- | ---------------------------------------------------------------------- | -------------------------------- | --- | ------------------------------------------------------------------------------------------------ | --- | --- | --- |
|                                                                                                 | Abranches, Joaquim (1888–1939)                                         |                                  | Ministro da Guerra                                                                                          | int.                                                                                             | 1936 | II E.N. (Oliveira Salazar) | Interino em substituição de Abílio Passos e Sousa. |
| Ministro das Obras Públicas e Comunicações                                                      | Abranches, Joaquim (1888–1939)                                         | 73.º O.P. 41.º C.                | 1936–1938                                                                                                   | II E.N. (Oliveira Salazar)                                                                       | | | |
|                                                                                                 | Abreu, António José Teixeira de (1865–1930)                            |                                  | Ministro dos Negócios Eclesiásticos e de Justiça                                                            | 97.º N.E. 97.º J.                                                                                | 1907–1908 | LV M. (João Franco) | |
|                                                                                                 | Abreu, Augusto Cancela de (1895–1965)                                  |                                  | Ministro das Obras Públicas e Comunicações                                                                  | 76.º O.P. 44.º C.                                                                                | 1944–1947 | II E.N. (Oliveira Salazar) | |
| Ministro do Interior                                                                            | Abreu, Augusto Cancela de (1895–1965)                                  | 146.º                            | 1947–1950                                                                                                   | II E.N. (Oliveira Salazar)                                                                       | | | |
|                                                                                                 | Abreu, Lopo Cancela de (1913–1990)                                     |                                  | Ministro da Saúde e Assistência                                                                             | 6.º S. 6.º A.                                                                                    | 1968–1970 | III E.N. (Caetano) | |
|                                                                                                 | Afreixo, Jaime (1867–1942)                                             |                                  | Ministro da Marinha                                                                                         | 148.º                                                                                            | 1926–1927 | I D. (M. Cabeçadas) II D. (G. Costa) III D. (Carmona)                                                                         | |
| Ministro do Interior                                                                            | Afreixo, Jaime (1867–1942)                                             | int.                             | 1926 | III D. (Carmona)                                                                                 | Interino em substituição de José Ribeiro Castanho. | | |
|                                                                                                 | Águas, João (1872–1956)                                                |                                  | Ministro da Guerra                                                                                          | 104.º                                                                                            | 1920 | XXIV R. (Baptista, até 6 jun. 1920) (Ramos Preto, desde 6 jun. 1920)                                                          | |
|                                                                                                 | Aguiar, António Augusto de (1838–1887)                                 |                                  | Ministro das Obras Públicas, Comércio e Indústria                                                           | 29.º O.P. 29.º C. 29.º I.                                                                        | 1883–1885 | XL M. (Fontes Pereira de Melo)                                                                                                | |
|                                                                                                 | Aguiar, João Namorado de (1876–1945)                                   |                                  | Ministro da Guerra                                                                                          | 137.º                                                                                            | 1930–1931 | VII D. (Oliveira) | |
|                                                                                                 | Aguiar, Joaquim António de (1792–1884)                                 |                                  | Ministro do Reino                                                                                           | 7.º                                                                                              | 1933–1934 | G.R. | |
| Ministro dos Negócios Eclesiásticos e Justiça                                                   | Aguiar, Joaquim António de (1792–1884)                                 | 7.º N.E. 7.º J.                  | 1934 | G.R.                                                                                             | | | |
| Ministro dos Negócios Eclesiásticos e Justiça                                                   | Aguiar, Joaquim António de (1792–1884)                                 | 13.º N.E. 13.º J.                | 1936 | V M. (Terceira)                                                                                  | 2.ª vez | | |
| Presidente do Conselho de Ministros                                                             | Aguiar, Joaquim António de (1792–1884)                                 | 12.º                             | 1841–1842                                                                                                   | XII M. (Aguiar)                                                                                  | | | |
| Ministro do Reino                                                                               | Aguiar, Joaquim António de (1792–1884)                                 | 23.º                             | 1841–1842                                                                                                   | XII M. (Aguiar)                                                                                  | 2.ª vez. | | |
| Ministro dos Negócios Eclesiásticos e Justiça                                                   | Aguiar, Joaquim António de (1792–1884)                                 | 23.º N.E. 23.º J.                | 1842 | XII M. (Aguiar)                                                                                  | 3.ª vez. Interino sem haver ministro efetivo. | | |
| Ministro dos Negócios Eclesiásticos e Justiça                                                   | Aguiar, Joaquim António de (1792–1884)                                 | 34.º N.E. 34.º J.                | 1846 | XV M. (Palmela)                                                                                  | 4.ª vez | | |
| Presidente do Conselho de Ministros                                                             | Aguiar, Joaquim António de (1792–1884)                                 | 22.º                             | 1860 | XXIV M. (Aguiar)                                                                                 | 2.ª vez. | | |
| Presidente do Conselho de Ministros                                                             | Aguiar, Joaquim António de (1792–1884)                                 | 25.º                             | 1865–1868                                                                                                   | XXVII M. (Aguiar)                                                                                | 3.ª vez. | | |
| Ministro do Reino                                                                               | Aguiar, Joaquim António de (1792–1884)                                 | 48.º                             | 1841–1842                                                                                                   | XXVII M. (Aguiar)                                                                                | 3.ª vez. | | |
|                                                                                                 | Aguiar-Branco, José Pedro (1957–)                                      |                                  | Ministro da Justiça                                                                                         | 183.º                                                                                            | 2004–2005 | XVI C. (Santana Lopes) | |
| Ministro da Defesa Nacional                                                                     | Aguiar-Branco, José Pedro (1957–)                                      | 32.º                             | 2011– | XIX C. (Passos Coelho)                                                                           | | | |
|                                                                                                 | Alarcão, João de (1854–1918)                                           |                                  | Ministro das Obras Públicas, Comércio e Indústria                                                           | 48.º O.P. 48.º C. 48.º I.                                                                        | 1905 | LII M. (J.L. Castro) | |
| Ministro dos Negócios Eclesiásticos e de Justiça                                                | Alarcão, João de (1854–1918)                                           | 99.º N.E. 99.º J.                | 1908–1909                                                                                                   | LVII M. (Campos Henriques)                                                                       | | | |
| Ministro dos Negócios Estrangeiros                                                              | Alarcão, João de (1854–1918)                                           | 85.º                             | 1909 | LVIII M. (Teles)                                                                                 | | | |
|                                                                                                 | Albano, Agostinho (1785–1852)                                          |                                  | Ministro da Marinha e Ultramar                                                                              | 40.º M. 40.º U.                                                                                  | 1847–1848 | XVII M. (Saldanha) | |
|                                                                                                 | Albuquerque, Brás Mousinho de (1859–1922)                              |                                  | Ministro do Interior                                                                                        | 97.º                                                                                             | 1916–1917 | XIII R. (Almeida) | |
|                                                                                                 | Albuquerque, Joaquim Cerveira de (1853–1925)                           |                                  | Ministro das Colónias                                                                                       | 110.º                                                                                            | 1912–1913 | III R. (Vasconcelos) IV R. (Leite)                                                                                            | |
| Ministro do Fomento                                                                             | Albuquerque, Joaquim Cerveira de (1853–1925)                           | int.                             | 1912–1913                                                                                                   | IV R. (Leite)                                                                                    | Interino em substituição de Aurélio da Costa Ferreira. Substituído interinamente por Francisco Fernandes Costa (out. 1912–data indeterminada de 1912/13). | | |
| Ministro da Guerra                                                                              | Albuquerque, Joaquim Cerveira de (1853–1925)                           | 90.º                             | 1914–1915                                                                                                   | VIII R. (Azevedo Coutinho)                                                                       | | | |
|                                                                                                 | Albuquerque, Luís Mouzinho de (1792–1846)                              |                                  | Ministro do Reino                                                                                           | 1.º                                                                                              | 1930–1931 | G.R. | |
| Ministro dos Negócios Eclesiásticos e de Justiça                                                | Albuquerque, Luís Mouzinho de (1792–1846)                              | 1.º                              | 1930–1931                                                                                                   | G.R.                                                                                             | | | |
| Ministro da Fazenda                                                                             | Albuquerque, Luís Mouzinho de (1792–1846)                              | 1.º                              | 1930–1931                                                                                                   | G.R.                                                                                             | | | |
| Ministro da Guerra                                                                              | Albuquerque, Luís Mouzinho de (1792–1846)                              | 1.º                              | 1930–1931                                                                                                   | G.R.                                                                                             | | | |
| Ministro da Marinha e Ultramar                                                                  | Albuquerque, Luís Mouzinho de (1792–1846)                              | 1.º M. 1.º U.                    | 1930–1931                                                                                                   | G.R.                                                                                             | | | |
| Ministro dos Negócios Estrangeiros                                                              | Albuquerque, Luís Mouzinho de (1792–1846)                              | 1.º                              | 1930–1931                                                                                                   | G.R.                                                                                             | | | |
| Ministro da Marinha e Ultramar                                                                  | Albuquerque, Luís Mouzinho de (1792–1846)                              | 4.º M. 4.º U.                    | 1932 | G.R.                                                                                             | 2.ª vez. | | |
| Ministro do Reino                                                                               | Albuquerque, Luís Mouzinho de (1792–1846)                              | int.                             | 1932 | G.R.                                                                                             | Interino em substituição do Marquês de Palmela. | | |
| Ministro do Reino                                                                               | Albuquerque, Luís Mouzinho de (1792–1846)                              | 5.º                              | 1932–1933                                                                                                   | G.R.                                                                                             | 2.ª vez. | | |
| Ministro do Reino                                                                               | Albuquerque, Luís Mouzinho de (1792–1846)                              | 14.º                             | 1935–1936                                                                                                   | IV M. (Loureiro)                                                                                 | 3.ª vez. | | |
| Ministro do Reino                                                                               | Albuquerque, Luís Mouzinho de (1792–1846)                              | 25.º                             | 1842 | XIV M. (Terceira)                                                                                | 4.ª vez. | | |
| Ministro dos Negócios Eclesiásticos e de Justiça                                                | Albuquerque, Luís Mouzinho de (1792–1846)                              | 26.º N.E. 26.º J.                | 1842 | XIV M. (Terceira)                                                                                | 2.ª vez. Interino sem haver ministro efetivo. | | |
| Ministro da Marinha e Ultramar                                                                  | Albuquerque, Luís Mouzinho de (1792–1846)                              | n.e. M. n.e. U.                  | 1846 | XV M. (Palmela)                                                                                  | Não empossado. | | |
| Ministro do Reino                                                                               | Albuquerque, Luís Mouzinho de (1792–1846)                              | 28.º                             | 1846 | XV M. (Palmela)                                                                                  | 5.ª vez. | | |
| Ministro da Marinha e Ultramar                                                                  | Albuquerque, Luís Mouzinho de (1792–1846)                              | 36.º M. 36.º U.                  | 1846 | XV M. (Palmela)                                                                                  | 3.ª vez. | | |
|                                                                                                 | Albuquerque, Maria Luís (1967–)                                        |                                  | Ministra de Estado e das Finanças                                                                           | 25.ª E. 174.ª F.                                                                                 | 2013– | XIX C. (Passos Coelho) | |
|                                                                                                 | Alçada, Isabel (1950–)                                                 |                                  | Ministra da Educação                                                                                        | 95.ª                                                                                             | 2009–2011 | XVIII C. (Sócrates) | |
|                                                                                                 | Algés, Visconde de José António de Sousa Azevedo (1796–1865)           |                                  | Ministro dos Negócios Eclesiásticos e de Justiça                                                            | 29.º N.E. 29.º J.                                                                                | 1842–1844 | XIV M. (Terceira) | |
| Ministro da Fazenda                                                                             | Algés, Visconde de José António de Sousa Azevedo (1796–1865)           | 24.º                             | 1846–1846                                                                                                   | XVI M. (Saldanha)                                                                                | Interino sem haver ministro efetivo. | | |
| Ministro da Guerra                                                                              | Algés, Visconde de José António de Sousa Azevedo (1796–1865)           | int.                             | 1846–1847                                                                                                   | XVI M. (Saldanha)                                                                                | Interino em substituição do Marquês de Saldanha. | | |
|                                                                                                 | Almeida, António José de (1866–1929)                                   |                                  | Ministro do Interior                                                                                        | 83.º                                                                                             | 1910–1911 | G.P. (I R.) (Braga) | |
| Presidente do Ministério                                                                        | Almeida, António José de (1866–1929)                                   | 64.º                             | 1916–1917                                                                                                   | XIII R. (Almeida)                                                                                | | | |
| Ministro das Colónias                                                                           | Almeida, António José de (1866–1929)                                   | 120.º                            | 1916–1917                                                                                                   | XIII R. (Almeida)                                                                                | | | |
| Ministro das Finanças                                                                           | Almeida, António José de (1866–1929)                                   | int.                             | 1916 | XIII R. (Almeida)                                                                                | Interino em substituição de Afonso Costa. | | |
| Ministro da Instrução Pública                                                                   | Almeida, António José de (1866–1929)                                   | int.                             | 1916 | XIII R. (Almeida)                                                                                | Interino em substituição de Joaquim Pedro Martins. | | |
| Ministro do Interior                                                                            | Almeida, António José de (1866–1929)                                   | int.                             | 1916 | XIII R. (Almeida)                                                                                | Interino em substituição de Brás Mousinho de Albuquerque.                                                                                                 | | |
| Ministro das Finanças                                                                           | Almeida, António José de (1866–1929)                                   | int.                             | 1917 | XIII R. (Almeida)                                                                                | Interino em substituição de Afonso Costa. | | |
|                                                                                                 | Almeida, Celestino de (1864–1922)                                      |                                  | Ministro das Colónias                                                                                       | 107.º                                                                                            | 1911 | II R. (Chagas) | |
| Ministro da Marinha                                                                             | Almeida, Celestino de (1864–1922)                                      | 108.º                            | 1911–1912                                                                                                   | III R. (Vasconcelos)                                                                             | | | |
| Ministro da Marinha                                                                             | Almeida, Celestino de (1864–1922)                                      | 131.º                            | 1920 | XXIII R. (Pereira)                                                                               | 2.ª vez | | |
| Ministro das Colónias                                                                           | Almeida, Celestino de (1864–1922)                                      | int.                             | 1920 | XXIII R. (Pereira)                                                                               | Interino em substituição de José Barbosa. | | |
| Ministro das Colónias                                                                           | Almeida, Celestino de (1864–1922)                                      | 137.º                            | 1921 | XXX R. (Queirós)                                                                                 | 2.ª vez. | | |
|                                                                                                 | Almeida, Filemon de (n/d–n/d)                                          |                                  | Ministro das Colónias                                                                                       | 150.º                                                                                            | 1925 | XLIII R. (Silva) | |
|                                                                                                 | Almeida, João de (1873–1953)                                           |                                  | Ministro das Colónias                                                                                       | 156.º                                                                                            | 1926 | II D. (Gomes da Costa) | |
|                                                                                                 | Almeida, José Bento Ferreira de (1847–1902)                            |                                  | Ministro da Marinha e Ultramar                                                                              | 90.º M. 90.º U.                                                                                  | 1895 | XLVII M. (Hintze Ribeiro) | |
|                                                                                                 | Almeida, José Joaquim Fernandes de (n/d–n/d)                           |                                  | Ministro do Trabalho                                                                                        | n.e.                                                                                             | 1920 | XXII R. (Fernandes Costa) | Não empossado. |
|                                                                                                 | Almeida, Leonardo Ribeiro de (1924–2006)                               |                                  | Ministro da Defesa Nacional                                                                                 | 18.º                                                                                             | 1985–1987 | X C. (Cavaco Silva) | |
|                                                                                                 | Almeida, Manuel de Lacerda de (1890–1955)                              |                                  | Ministro da Instrução Pública                                                                               | 32.º                                                                                             | 1921 | XXXII R. (Coelho) | |
|                                                                                                 | Almeida, Manuel Lopes de (1900–1980)                                   |                                  | Ministro da Educação Nacional                                                                               | 66.º                                                                                             | 1961–1962 | II E.N. (Oliveira Salazar) | |
|                                                                                                 | Almeida, Vasco Vieira de (1932–)                                       |                                  | Ministro da Coordenação Económica                                                                           | 11.º E. 149.º F.                                                                                 | 1974 | I P. (Palma Carlos) | |
|                                                                                                 | Almofala, Barão de António José da Silva Leão (1793–1850)              |                                  | Ministro da Guerra                                                                                          | 26.º                                                                                             | 1847 | XVI M. (Saldanha) | |
|                                                                                                 | Alpoim, José de (1858–1916)                                            |                                  | Ministro dos Negócios Eclesiásticos e de Justiça                                                            | 91.º N.E. 91.º J.                                                                                | 1898–1900 | XLIX M. (J.L. Castro) | |
| Ministro dos Negócios Eclesiásticos e de Justiça                                                | Alpoim, José de (1858–1916)                                            | 93.º N.E. 93.º J.                | 1904–1905                                                                                                   | LII M. (J.L. Castro)                                                                             | 2.ª vez. | | |
|                                                                                                 | Álvares, José Maria (n/d–n/d)                                          |                                  | Ministro da Agricultura                                                                                     | 10.º                                                                                             | 1920 | XXVII R. (A. Castro) | |
|                                                                                                 | Alves, César de Lima (1866–1942)                                       |                                  | Ministro da Agricultura                                                                                     | 3.º                                                                                              | 1919–1920 | XXI R. (Sá Cardoso) | |
|                                                                                                 | Alves, Vasco Lopes (1898–1976)                                         |                                  | Ministro do Ultramar                                                                                        | 170.º                                                                                            | 1958–1961 | II E.N. (Oliveira Salazar) | |
|                                                                                                 | Alves, Vítor (1935–2011)                                               |                                  | Ministro sem pasta                                                                                          | 4.º                                                                                              | 1974–1975 | II P. (Gonçalves) III P. (Gonçalves)                                                                                          | |
| Ministro da Defesa Nacional                                                                     | Alves, Vítor (1935–2011)                                               | 8.º                              | 1974–1975                                                                                                   | III P. (Gonçalves)                                                                               | Por delegação de funções do primeiro-ministro. | | |
| Ministro da Comunicação Social                                                                  | Alves, Vítor (1935–2011)                                               | 3.º                              | 1974–1975                                                                                                   | III P. (Gonçalves)                                                                               | Por delegação de funções do primeiro-ministro. | | |
| Ministro da Educação e Investigação Científica                                                  | Alves, Vítor (1935–2011)                                               | 75.º E. 1.º C.                   | 1975–1976                                                                                                   | VI P. (Pinheiro de Azevedo)                                                                      | | | |
|                                                                                                 | Amado, Luís (1953–)                                                    |                                  | Ministro da Defesa Nacional                                                                                 | 29.º                                                                                             | 2005–2006 | XVII C. (Sócrates) | |
| Ministro de Estado e dos Negócios Estrangeiros                                                  | Amado, Luís (1953–)                                                    | 22.º E. 166.º N.E.               | 2006–2011                                                                                                   | XVII C. (Sócrates) XVIII C. (Sócrates)                                                           | | | |
|                                                                                                 | Amaral, Augusto Ferreira do (1942–)                                    |                                  | Ministro da Qualidade de Vida                                                                               | 1.º                                                                                              | 1981 | VI C. (Sá Carneiro, até 4 dez. 1980) (Freitas do Amaral, desde 4 dez. 1980)                                                   | |
|                                                                                                 | Amaral, Diogo Freitas do (1941–)                                       |                                  | Vice-primeiro-ministro                                                                                      | 5.º                                                                                              | 1980–1981 | VI C. (Sá Carneiro, até 4 dez. 1980) (Freitas do Amaral, desde 4 dez. 1980)                                                   | |
| Ministro dos Negócios Estrangeiros                                                              | Amaral, Diogo Freitas do (1941–)                                       | 154.º                            | 1980–1981                                                                                                   | VI C. (Sá Carneiro, até 4 dez. 1980) (Freitas do Amaral, desde 4 dez. 1980)                      | | | |
| Vice-primeiro-ministro com a chefia do governo                                                  | Amaral, Diogo Freitas do (1941–)                                       | 5.º V. 110.º C.G.                | 1980–1981                                                                                                   | VI C. (Freitas do Amaral)                                                                        | Vice-primeiro-ministro, interinamente com a chefia do governo, por morte de Francisco Sá Carneiro, de acordo com os trâmites constitucionais.             | | |
| Vice-primeiro-ministro                                                                          | Amaral, Diogo Freitas do (1941–)                                       | 6.º                              | 1981–1983                                                                                                   | VIII C. (Pinto Balsemão)                                                                         | 2.ª vez. | | |
| Ministro da Defesa Nacional                                                                     | Amaral, Diogo Freitas do (1941–)                                       | 15.º                             | 1981–1983                                                                                                   | VIII C. (Pinto Balsemão)                                                                         | | | |
| Ministro de Estado e dos Negócios Estrangeiros                                                  | Amaral, Diogo Freitas do (1941–)                                       | 18.º E. 165.º N.E.               | 2005–2006                                                                                                   | XVII C. (Sócrates)                                                                               | 2.ª vez como ministro dos Negócios Estrangeiros. | | |
|                                                                                                 | Amaral, Fernando (1925–2009)                                           |                                  | Ministro da Administração Interna                                                                           | 164.º                                                                                            | 1981 | VII C. (Pinto Balsemão) | |
| Ministro adjunto do primeiro-ministro e dos Assuntos Parlamentares                              | Amaral, Fernando (1925–2009)                                           | 13.º A. 1.º A.P.                 | 1981–1982                                                                                                   | VIII C. (Pinto Balsemão)                                                                         | | | |
|                                                                                                 | Amaral, Francisco Ferreira do (1844–1923)                              |                                  | Ministro da Marinha e Ultramar                                                                              | 88.º M. 88.º U.                                                                                  | 1892–1893 | XLV M. (Dias Ferreira) XLVI M. (Dias Ferreira)                                                                                | |
| Ministro dos Negócios Estrangeiros                                                              | Amaral, Francisco Ferreira do (1844–1923)                              | int.                             | 1892 | XLVI M. (Dias Ferreira)                                                                          | Interino em substituição de António Aires de Gouveia. | | |
| Ministro dos Negócios Estrangeiros                                                              | Amaral, Francisco Ferreira do (1844–1923)                              | int.                             | 1892 | XLVI M. (Dias Ferreira)                                                                          | Interino, novamente em substituição de António Aires de Gouveia.                                                                                          | | |
| Ministro dos Negócios Estrangeiros                                                              | Amaral, Francisco Ferreira do (1844–1923)                              | 67.º                             | 1892–1893                                                                                                   | XLVI M. (Dias Ferreira)                                                                          | Interino sem haver ministro efetivo. | | |
| Presidente do Conselho de Ministros                                                             | Amaral, Francisco Ferreira do (1844–1923)                              | 48.º                             | 1908 | LVI M. (Ferreira do Amaral)                                                                      | | | |
| Ministro do Reino                                                                               | Amaral, Francisco Ferreira do (1844–1923)                              | 77.º                             | 1908 | LVI M. (Ferreira do Amaral)                                                                      | | | |
|                                                                                                 | Amaral, Joaquim Ferreira do (1945–)                                    |                                  | Ministro do Comércio e Turismo                                                                              | 118.º C. 10.º T.                                                                                 | 1984–1985 | IX C (Soares) | |
| Ministro do Comércio e Turismo                                                                  | Amaral, Joaquim Ferreira do (1945–)                                    | 120.º C. 11.º T.                 | 1987–1990                                                                                                   | XI C (Aníbal Cavaco Silva)                                                                       | 2.ª vez. | | |
| Ministro das Obras Públicas, Transportes e Comunicações                                         | Amaral, Joaquim Ferreira do (1945–)                                    | 95.º O.P. 14.º T. 64.º C.        | 1990–1995                                                                                                   | XI C (Aníbal Cavaco Silva) XII C (Aníbal Cavaco Silva)                                           | | | |
|                                                                                                 | Amaral, Joaquim Mendes do (1889–1961)                                  |                                  | Secretário de Estado do Comércio                                                                            | 61.º                                                                                             | 1918 | XVI R. (Pais) | |
| Secretário de Estado das Finanças                                                               | Amaral, Joaquim Mendes do (1889–1961)                                  | 105.º                            | 1918 | XVI R. (Pais)                                                                                    | Interino sem haver ministro efetivo. | | |
|                                                                                                 | Amaral, Joaquim Mendes do (1889–1961)                                  | Ministro da Agricultura          | 39.º | 1928                                                                                             | IV D. (Freitas) | Substituído interinamente por José de Araújo Correia em julho de 1928.                                                        | |
|                                                                                                 | Amaral, José Rodrigues Coelho do (1808–1873)                           |                                  | Ministro da Marinha e Ultramar                                                                              | 60.º M. 60.º U.                                                                                  | 1868 | XXVIII M. (Ávila) | |
|                                                                                                 | Amaral, Luís Mira (1945–)                                              |                                  | Ministro do Trabalho e da Segurança Social                                                                  | 50.º T 9.º S.S.                                                                                  | 1985–1987 | X C. (Cavaco Silva) | |
| Ministro da Indústria e Energia                                                                 | Amaral, Luís Mira (1945–)                                              | 76.º I. 5.º E.                   | 1987–1995                                                                                                   | XI C. (Cavaco Silva) XII C. (Cavaco Silva)                                                       | | | |
|                                                                                                 | Andrade, Alfredo Augusto Freire de (1859–1929)                         |                                  | Ministro dos Negócios Estrangeiros                                                                          | 94.º                                                                                             | 1914 | VI R. (Machado) VII R. (Machado)                                                                                              | |
|                                                                                                 | Andrade, Anselmo de (1844–1928)                                        |                                  | Ministro da Fazenda                                                                                         | 75.º                                                                                             | 1900 | L M. (Hintze Ribeiro) | |
| Ministro da Fazenda                                                                             | Andrade, Anselmo de (1844–1928)                                        | 88.º                             | 1910 | LXI M. (Teixeira de Sousa)                                                                       | 2.ª vez. | | |
|                                                                                                 | Andrade, António Pequito Seixas de (1819–1895)                         |                                  | Ministro dos Negócios Eclesiásticos e de Justiça                                                            | 61.º N.E. 61.º J.                                                                                | 1868–1869 | XXIX M. (Sá da Bandeira) | Substituído interinamento por António Alves Martins, de julho a agosto de 1868, e de junho a julho de 1869. |
|                                                                                                 | André, Helena (1960–)                                                  |                                  | Ministra do Trabalho e da Solidariedade Social                                                              | 59.ª T. 4.ª S.S.                                                                                 | 2009–2011 | XVIII C. (Sócrates) | |
|                                                                                                 | Angeja, Marquês de Caetano Gaspar de Almeida Moniz e Sousa (1820–1881) |                                  | Ministro das Obras Públicas, Comércio e Indústria                                                           | 17.º O.P. 17.º C. 17.º I.                                                                        | 1870 | XXXI M. (Saldanha) | |
|                                                                                                 | Antunes, Ernesto Melo (1933–1999)                                      |                                  | Ministro sem pasta                                                                                          | 4.º                                                                                              | 1974–1975 | II P. (Gonçalves) III P. (Gonçalves)                                                                                          | |
| Ministro dos Negócios Estrangeiros                                                              | Antunes, Ernesto Melo (1933–1999)                                      | 146.º                            | 1975 | IV P. (Gonçalves)                                                                                | | | |
| Ministro dos Negócios Estrangeiros                                                              | Antunes, Ernesto Melo (1933–1999)                                      | 148.º                            | 1975–1976                                                                                                   | VI P. (Pinheiro de Azevedo)                                                                      | 2.ª vez. | | |
|                                                                                                 | Araújo, João Cardoso da Cunha (1792–1864)                              |                                  | Ministro dos Negócios Eclesiásticos e de Justiça                                                            | 21.º N.E. 21.º J.                                                                                | 1839 | X M. (Sabrosa) | |
|                                                                                                 | Araújo, Manuel Gomes de (1897–1982)                                    |                                  | Ministro das Comunicações                                                                                   | 45.º                                                                                             | 1947–1956 | II E.N. (Oliveira Salazar) | |
| Ministro das Comunicações                                                                       | Araújo, Manuel Gomes de (1897–1982)                                    | 47.º                             | 1956–1958                                                                                                   | II E.N. (Oliveira Salazar)                                                                       | 2.ª vez. | | |
| Ministro da Defesa Nacional                                                                     | Araújo, Manuel Gomes de (1897–1982)                                    | 4.º                              | 1962–1968                                                                                                   | II E.N. (Oliveira Salazar)                                                                       | | | |
|                                                                                                 | Arcanjo, Manuela (1954–)                                               |                                  | Ministra da Saúde                                                                                           | 14.ª                                                                                             | 1999–2001 | XIV C. (Guterres) | |
|                                                                                                 | Arez, António (1868–1942)                                              |                                  | Ministro da Justiça e dos Cultos                                                                            | 137.º J. 130.º C.                                                                                | 1921 | XXXII R. (Coelho) | |
|                                                                                                 | Arnaut, António (1936–)                                                |                                  | Ministro dos Assuntos Sociais                                                                               | 8.º                                                                                              | 1978 | II C. (Soares) | |
|                                                                                                 | Arnaut, José Luís (1963–)                                              |                                  | Ministro adjunto do primeiro-ministro                                                                       | 22.º                                                                                             | 2002–2004 | XV C. (Durão Barroso) | |
| Ministro das Cidades, Administração Local, Habitação e Desenvolvimento Regional                 | Arnaut, José Luís (1963–)                                              | 4.º C. 1.º A.L. 10.º H. 1.º D.R. | 2004–2005                                                                                                   | XVI C. (Santana Lopes)                                                                           | | | |
|                                                                                                 | Arouca, Frederico (1846–1902)                                          |                                  | Ministro das Obras Públicas, Comércio e Indústria                                                           | 34.º O.P. 34.º C. 34.º I.                                                                        | 1890 | XLII M. (Serpa) | |
| Ministro dos Negócios Estrangeiros                                                              | Arouca, Frederico (1846–1902)                                          | 69.º                             | 1893–1894                                                                                                   | XLVII M. (Hintze Ribeiro)                                                                        | | | |
|                                                                                                 | Arroio, João (1861–1930)                                               |                                  | Ministro da Marinha e Ultramar                                                                              | 84.º M. 84.º U.                                                                                  | 1890 | XLII M. (Serpa) | |
| Ministro da Instrução Pública e Belas Artes                                                     | Arroio, João (1861–1930)                                               | 3.º I.P. 1.º B.A.                | 1890 | XLII M. (Serpa)                                                                                  | | | |
| Ministro dos Negócios Estrangeiros                                                              | Arroio, João (1861–1930)                                               | 77.º                             | 1900–1901                                                                                                   | L M. (Hintze Ribeiro)                                                                            | | | |
|                                                                                                 | Assunção, Manuel de (n/d–n/d)                                          |                                  | Ministro dos Negócios Eclesiásticos e de Justiça                                                            | 82.º N.E. 82.º J.                                                                                | 1885–1886 | XL M. (Fontes Pereira de Melo)                                                                                                | |
|                                                                                                 | Atouguia, Visconde de António Aloísio Jervis de Atouguia (1797–1861)   |                                  | Ministro da Marinha e Ultramar                                                                              | 13.º M. 13.º U.                                                                                  | 1835 | III M. (Saldanha) | Ainda sem o título de visconde. |
| Ministro da Marinha e Ultramar                                                                  | Atouguia, Visconde de António Aloísio Jervis de Atouguia (1797–1861)   | 30.º M. 30.º U.                  | 1842 | XIII M. (Palmela)                                                                                | 2.ª vez. Ainda sem o título de visconde. | | |
| Ministro dos Negócios Estrangeiros                                                              | Atouguia, Visconde de António Aloísio Jervis de Atouguia (1797–1861)   | 33.º                             | 1851–1852                                                                                                   | XXI M. (Saldanha)                                                                                | Ainda sem o título de visconde. | | |
| Ministro dos Negócios Estrangeiros                                                              | Atouguia, Visconde de António Aloísio Jervis de Atouguia (1797–1861)   | 33.º                             | 1852–1856                                                                                                   | XXI M. (Saldanha)                                                                                | 2.ª vez. Inicialmente interino (ago.–dez. 1852) sem haver ministro efetivo. Com o título de visconde desde mar. 1953.                                     | | |
| Ministro da Marinha e Ultramar                                                                  | Atouguia, Visconde de António Aloísio Jervis de Atouguia (1797–1861)   | 49.º M. 49.º U.                  | 1852–1856                                                                                                   | XXI M. (Saldanha)                                                                                | 3.ª vez. Com o título de visconde desde mar. 1853. | | |
|                                                                                                 | Avelino, António Cardoso (1822–1889)                                   |                                  | Ministro das Obras Públicas, Comércio e Indústria                                                           | 23.º O.P. 23.º C. 23.º I.                                                                        | 1871–1876 | XXXIV M. (Fontes Pereira de Melo)                                                                                             | |
| Ministro dos Negócios Eclesiásticos e de Justiça                                                | Avelino, António Cardoso (1822–1889)                                   | 72.º N.E. 72.º J.                | 1876–1877                                                                                                   | XXXIV M. (Fontes Pereira de Melo)                                                                | | | |
|                                                                                                 | Ávila, Carlos Lobo de (1860–1895)                                      |                                  | Ministro das Obras Públicas, Comércio e Indústria                                                           | 40.º O.P. 40.º C. 40.º I.                                                                        | 1893–1894 | XLVII M. (Hintze Ribeiro) | |
| Ministro dos Negócios Estrangeiros                                                              | Ávila, Carlos Lobo de (1860–1895)                                      | 71.º                             | 1894–1895                                                                                                   | XLVII M. (Hintze Ribeiro)                                                                        | | | |
|                                                                                                 | Ávila, Joaquim Tomás Lobo de                                           | Ver: Valbom, Conde de.           | Ver: Valbom, Conde de.                                                                                      | Ver: Valbom, Conde de.                                                                           | Ver: Valbom, Conde de. | Ver: Valbom, Conde de. | Ver: Valbom, Conde de. |
|                                                                                                 | Ávila, Marquês de António José de Ávila (1806–1881)                    |                                  | Ministro da Fazenda                                                                                         | 18.º                                                                                             | 1841–1842 | XII M. (Aguiar) XIII M. (Palmela)                                                                                             | Interino sem haver ministro efetivo no final do mandato (fev. 1842). Ainda sem qualquer título. |
| Ministro da Fazenda                                                                             | Ávila, Marquês de António José de Ávila (1806–1881)                    | 29.º                             | 1849–1851                                                                                                   | XVIII M. (Tomar) XIX M. (Terceira)                                                               | 2.ª vez. Ainda sem qualquer título. | | |
| Ministro da Fazenda                                                                             | Ávila, Marquês de António José de Ávila (1806–1881)                    | 35.º                             | 1857–1859                                                                                                   | XXII M. (Loulé)                                                                                  | 3.ª vez. Ainda sem qualquer título. | | |
| Ministro dos Negócios Eclesiásticos e de Justiça                                                | Ávila, Marquês de António José de Ávila (1806–1881)                    | 51.º N.E. 51.º J.                | 1857 | XXII M. (Loulé)                                                                                  | Interino sem haver ministro efetivo. | | |
| Ministro dos Negócios Eclesiásticos e de Justiça                                                | Ávila, Marquês de António José de Ávila (1806–1881)                    | 53.º N.E. 53.º J.                | 1858–1859                                                                                                   | XXII M. (Loulé)                                                                                  | 2.ª vez. Interino sem haver ministro efetivo. | | |
| Ministro da Fazenda                                                                             | Ávila, Marquês de António José de Ávila (1806–1881)                    | 37.º                             | 1860–1862                                                                                                   | XXV M. (Loulé)                                                                                   | 4.ª vez. | | |
| Ministro dos Negócios Estrangeiros                                                              | Ávila, Marquês de António José de Ávila (1806–1881)                    | 39.º                             | 1860–1862                                                                                                   | XXV M. (Loulé)                                                                                   | | | |
| Ministro da Fazenda                                                                             | Ávila, Marquês de António José de Ávila (1806–1881)                    | 40.º                             | 1865 | XXVI M. (Sá da Bandeira)                                                                         | 5.ª vez. Com o título de conde. | | |
| Ministro dos Negócios Estrangeiros                                                              | Ávila, Marquês de António José de Ávila (1806–1881)                    | 41.º                             | 1865 | XXVI M. (Sá da Bandeira)                                                                         | 2.ª vez. Com o título de conde. | | |
| Presidente do Conselho de Ministros                                                             | Ávila, Marquês de António José de Ávila (1806–1881)                    | 26.º                             | 1868 | XXVIII M. (Ávila)                                                                                | Com o título de conde. | | |
| Ministro dos Negócios Estrangeiros                                                              | Ávila, Marquês de António José de Ávila (1806–1881)                    | 44.º                             | 1868 | XXVIII M. (Ávila)                                                                                | 3.ª vez. Com o título de conde. | | |
| Ministro do Reino                                                                               | Ávila, Marquês de António José de Ávila (1806–1881)                    | 50.º                             | 1868 | XXVIII M. (Ávila)                                                                                | Interino sem haver ministro efetivo. Com o título de conde.                                                                                               | | |
| Ministro da Fazenda                                                                             | Ávila, Marquês de António José de Ávila (1806–1881)                    | 51.º                             | 1870 | XXXII M. (Sá da Bandeira)                                                                        | 6.ª vez. Com o título de marquês. | | |
| Ministro dos Negócios Eclesiásticos e de Justiça                                                | Ávila, Marquês de António José de Ávila (1806–1881)                    | 66.º N.E. 66.º J.                | 1870 | XXXII M. (Sá da Bandeira)                                                                        | 3.ª vez. Interino sem haver ministro efetivo. Com o título de marquês.                                                                                    | | |
| Ministro dos Negócios Estrangeiros                                                              | Ávila, Marquês de António José de Ávila (1806–1881)                    | 49.º                             | 1870 | XXXII M. (Sá da Bandeira)                                                                        | 4.ª vez. Interino sem haver ministro efetivo. Com o título de marquês.                                                                                    | | |
| Presidente do Conselho de Ministros                                                             | Ávila, Marquês de António José de Ávila (1806–1881)                    | 31.º                             | 1870–1871                                                                                                   | XXXIII M. (Ávila)                                                                                | 2.ª vez. Com o título de marquês. | | |
| Ministro dos Negócios Estrangeiros                                                              | Ávila, Marquês de António José de Ávila (1806–1881)                    | 51.º                             | 1870–1871                                                                                                   | XXXIII M. (Ávila)                                                                                | 5.ª vez. Com o título de marquês. Interino no final do mandato (jan.–set. 1871)                                                                           | | |
| Ministro das Obras Públicas, Comércio e Indústria                                               | Ávila, Marquês de António José de Ávila (1806–1881)                    | 20.º O.P. 20.º C. 20.º I.        | 1870–1871                                                                                                   | XXXIII M. (Ávila)                                                                                | Com o título de marquês. | | |
| Ministro do Reino                                                                               | Ávila, Marquês de António José de Ávila (1806–1881)                    | 57.º                             | 1871 | XXXIII M. (Ávila)                                                                                | 2.ª vez. Inicialmente interino sem haver ministro efetivo (jan.–mar.). Com o título de marquês.                                                           | | |
| Presidente do Conselho de Ministros                                                             | Ávila, Marquês de António José de Ávila (1806–1881)                    | 33.º                             | 1877–1878                                                                                                   | XXXV M. (Ávila)                                                                                  | 3.ª vez. Com o título de marquês. | | |
| Ministro do Reino                                                                               | Ávila, Marquês de António José de Ávila (1806–1881)                    | 59.º                             | 1877–1878                                                                                                   | XXXV M. (Ávila)                                                                                  | 3.ª vez. Com o título de marquês. | | |
| Ministro dos Negócios Estrangeiros                                                              | Ávila, Marquês de António José de Ávila (1806–1881)                    | 53.º                             | 1877–1878                                                                                                   | XXXV M. (Ávila)                                                                                  | 6.ª vez. Interino sem haver ministro efetivo. Com o título de marquês.                                                                                    | | |
|                                                                                                 | Azeredo, Francisco de Paula de (1859–1940)                             |                                  | Ministro da Fazenda                                                                                         | 86.º                                                                                             | 1909 | LIX M. (Lima) | |
|                                                                                                 | Azevedo, Amândio de (1928–)                                            |                                  | Ministro do Trabalho e da Segurança Social                                                                  | 49.º T. 8.º S.S.                                                                                 | 1983–1985 | IX C. (Soares) | |
|                                                                                                 | Azevedo, Aníbal de (1876–1952)                                         |                                  | Ministro do Comércio e Comunicações                                                                         | 68.º C.io 4.º C.ções                                                                             | 1920 | XXIV R. (Baptista, até 6 jun. 1920) (Ramos Preto, desde 6 jun. 1920)                                                          | |
|                                                                                                 | Azevedo, José António de Sousa                                         | Ver: Algés, Visconde de.         | Ver: Algés, Visconde de.                                                                                    | Ver: Algés, Visconde de.                                                                         | Ver: Algés, Visconde de. | Ver: Algés, Visconde de. | Ver: Algés, Visconde de. |
|                                                                                                 | Azevedo, José João da Cruz (1888–n/d)                                  |                                  | Secretário de Estado dos Abastecimentos (até 16 dez. 1918) Ministro dos Abastecimentos (desde 16 dez. 1918) | 3.º                                                                                              | 1918–1919 | XVI R. (Pais, até 14 dez. 1918) (Canto e Castro, desde 15 dez. 1918) XVII R. (Tamagnini Barbosa) XVIII R. (Tamagnini Barbosa) | |
|                                                                                                 | Azevedo, José Pinheiro de (1917–1983)                                  |                                  | Primeiro-ministro                                                                                           | 104.º                                                                                            | 1975–1976 | VI P. (Pinheiro de Azevedo)                                                                                                   | |
| Ministro da Defesa Nacional                                                                     | Azevedo, José Pinheiro de (1917–1983)                                  | 10.º                             | 1975–1976                                                                                                   | VI P. (Pinheiro de Azevedo)                                                                      | | | |
|                                                                                                 | Azevedo, Júlio Schiappa de (1874–1963)                                 |                                  | Ministro da Guerra                                                                                          | 138.º                                                                                            | 1931 | VII D. (Oliveira) | |
|                                                                                                 | Azevedo, Mário de (1929–2007)                                          |                                  | Ministro da Habitação e Obras Públicas                                                                      | 4.º H. 88.º O.P.                                                                                 | 1979–1980 | V C. (Pintasilgo) | |
|                                                                                                 | Azevedo, Olavo Correia de (1882–1927)                                  |                                  | Ministro da Guerra                                                                                          | 121.º                                                                                            | 1924 | XXXIX R. (A. Castro) | |
|                                                                                                 | Bacelar, Armando (1918–1998)                                           |                                  | Ministro dos Assuntos Sociais                                                                               | 7.º                                                                                              | 1976–1978 | I C. (Soares) | |
|                                                                                                 | Balsemão, Francisco Pinto (1937–)                                      |                                  | Ministro adjunto do primeiro-ministro                                                                       | 11.º                                                                                             | 1980–1981 | VI C. (Sá Carneiro, até 4 dez. 1980) (Freitas do Amaral, desde 4 dez. 1980)                                                   | |
| Primeiro-ministro                                                                               | Balsemão, Francisco Pinto (1937–)                                      | 111.º                            | 1981–1983                                                                                                   | VII C. (Pinto Balsemão) VIII C. (Pinto Balsemão)                                                 | | | |
| Ministro dos Assuntos Sociais                                                                   | Balsemão, Francisco Pinto (1937–)                                      | 13.º                             | 1981 | VII C. (Pinto Balsemão)                                                                          | | | |
|                                                                                                 | Banho, Visconde do Alexandre Tomás de Morais Sarmento (1786–1840)      |                                  | Ministro do Reino                                                                                           | n.e.                                                                                             | 1836 | G.M. (Valença) | Não empossado. |
|                                                                                                 | Baptista, António Maria (1866–1920)                                    |                                  | Ministro da Guerra                                                                                          | 102.º                                                                                            | 1919 | XX R. (Pereira) | |
| Ministro do Interior                                                                            | Baptista, António Maria (1866–1920)                                    | int.                             | 1919 | XX R. (Pereira)                                                                                  | Interino em substituição de Domingos Pereira. | | |
| Presidente do Ministério                                                                        | Baptista, António Maria (1866–1920)                                    | 73.º                             | 1920 | XXIV R. (Baptista)                                                                               | | | |
| Ministro do Interior                                                                            | Baptista, António Maria (1866–1920)                                    | 108.º                            | 1920 | XXIV R. (Baptista)                                                                               | | | |
|                                                                                                 | Baptista, César Moreira (1915–1982)                                    |                                  | Ministro do Interior                                                                                        | 152.º                                                                                            | 1973–1974 | III E.N. (Caetano) | |
|                                                                                                 | Baptista, Fernando (1942–)                                             |                                  | Ministro da Agricultura e Pescas                                                                            | 46.º A. 1.º P.                                                                                   | 1975 | IV P. (Gonçalves) V P. (Gonçalves)                                                                                            | |
|                                                                                                 | Baptista, José Viana (1931–2004)                                       |                                  | Ministro dos Transportes e Comunicações                                                                     | 12.º T. 62.º C.                                                                                  | 1980–1981 | VI C. (Sá Carneiro, até 4 dez. 1980) (Freitas do Amaral, desde 4 dez. 1980) VII C. (Pinto Balsemão)                           | |
| Ministro da Habitação, Obras Públicas e Transportes                                             | Baptista, José Viana (1931–2004)                                       | 7.º H. 91.º C. 12.º T.           | 1981–1983                                                                                                   | VIII C. (Pinto Balsemão)                                                                         | | | |
|                                                                                                 | Barbosa, António Pinto (1917–2006)                                     |                                  | Ministro das Finanças                                                                                       | 145.º                                                                                            | 1955–1965 | II E.N. (Oliveira Salazar) | |
|                                                                                                 | Barbosa, Daniel (1908–1986)                                            |                                  | Ministro da Economia                                                                                        | 3.º                                                                                              | 1947–1948 | II E.N. (Oliveira Salazar) | |
| Ministro da Indústria e Energia                                                                 | Barbosa, Daniel (1908–1986)                                            | 61.º I. 1.º E.                   | 1974 | III E.N. (Caetano)                                                                               | | | |
|                                                                                                 | Barbosa, João Tamagnini (1883–1948)                                    |                                  | Ministro das Colónias                                                                                       | 122.º                                                                                            | 1917–1918 | XV R. (Sidónio Pais) | |
| Ministro da Guerra                                                                              | Barbosa, João Tamagnini (1883–1948)                                    | 95.º                             | 1918 | XV R. (Sidónio Pais)                                                                             | Interino sem haver ministro efetivo. | | |
| Ministro do Interior                                                                            | Barbosa, João Tamagnini (1883–1948)                                    | 101.º                            | 1918 | XVI R. (Sidónio Pais)                                                                            | | | |
| Secretário de Estado das Finanças (até 16 dez. 1928) Ministro das Finanças (desde 16 dez. 1918) | Barbosa, João Tamagnini (1883–1948)                                    | 106.º                            | 1918 | XVI R. (Pais, até 14 dez. 1918) (Canto e Castro, desde 15 dez. 1918)                             | | | |
| Presidente do Ministério                                                                        | Barbosa, João Tamagnini (1883–1948)                                    | 68.º                             | 1918–1919                                                                                                   | XVII R. (Tamagnini Barbosa) XVIII R. (Tamagnini Barbosa)                                         | | | |
| Ministro do Interior                                                                            | Barbosa, João Tamagnini (1883–1948)                                    | 103.º                            | 1918–1919                                                                                                   | XVII R. (Tamagnini Barbosa) XVIII R. (Tamagnini Barbosa)                                         | 2.ª vez. | | |
|                                                                                                 | Barbosa, José (1869–1923)                                              |                                  | Ministro das Colónias                                                                                       | n.e.                                                                                             | 1920 | XXII R. (Fernandes Costa) | Não empossado. |
| Ministro das Colónias                                                                           | Barbosa, José (1869–1923)                                              | 130.º                            | 1920 | XXIII R. (Pereira)                                                                               | | | |
|                                                                                                 | Barbosa, Luís (1933–)                                                  |                                  | Ministro da Habitação e Obras Públicas                                                                      | 6.º H. 90.º O.P.                                                                                 | 1981 | VII C. (Pinto Balsemão) | |
| Ministro dos Assuntos Sociais                                                                   | Barbosa, Luís (1933–)                                                  | 14.º O.P.                        | 1981–1983                                                                                                   | VIII C. (Pinto Balsemão)                                                                         | | | |
|                                                                                                 | Barreto, Álvaro (1936–)                                                |                                  | Ministro da Indústria e Tecnologia                                                                          | 70.º I. 9.º T.                                                                                   | 1978–1979 | IV C. (Mota Pinto) | |
| Ministro da Indústria e Energia                                                                 | Barreto, Álvaro (1936–)                                                | 72.º I. 2.º E.                   | 1980–1981                                                                                                   | VI C. (Sá Carneiro, até 4 dez. 1980) (Freitas do Amaral, desde 4 dez. 1980)                      | 2.ª vez da Indústria. | | |
| Ministro da Integração Europeia                                                                 | Barreto, Álvaro (1936–)                                                | 2.º                              | 1981 | VII C. (Pinto Balsemão)                                                                          | | | |
| Ministro do Comércio e Turismo                                                                  | Barreto, Álvaro (1936–)                                                | 117.º C. 9.º T.                  | 1983–1984                                                                                                   | IX C. (Soares)                                                                                   | | | |
| Ministro da Agricultura                                                                         | Barreto, Álvaro (1936–)                                                | 55.º C.                          | 1984–1985                                                                                                   | IX C. (Soares)                                                                                   | | | |
| Ministro da Agricultura, Pescas e Alimentação                                                   | Barreto, Álvaro (1936–)                                                | 55.º Ag. 11.º P. 2.º Al.         | 1985–1990                                                                                                   | X C. (Cavaco Silva) XI C. (Cavaco Silva)                                                         | | | |
| Ministro de Estado e das Atividades Económicas e do Trabalho                                    | Barreto, Álvaro (1936–)                                                | 16.º E. 23.º A.E. 57.º T.        | 2004–2005                                                                                                   | XVI C. (Santana Lopes)                                                                           | | | |
|                                                                                                 | Barreto, António (1942–)                                               |                                  | Ministro do Comércio e Turismo                                                                              | 108.º C. 1.º T.                                                                                  | 1976–1977 | I C. (Soares) | |
| Ministro da Agricultura e Pescas                                                                | Barreto, António (1942–)                                               | 48.º A. 3.º P.                   | 1976–1978                                                                                                   | I C. (Soares)                                                                                    | | | |
|                                                                                                 | Barreto, António Xavier Correia (1853–1939)                            |                                  | Ministro da Guerra                                                                                          | 84.º                                                                                             | 1910–1911 | G.P. (I R.) (Braga) | |
| Ministro da Guerra                                                                              | Barreto, António Xavier Correia (1853–1939)                            | 87.º                             | 1912–1913                                                                                                   | IV R. (Leite)                                                                                    | 2.ª vez. | | |
| Ministro da Guerra                                                                              | Barreto, António Xavier Correia (1853–1939)                            | 114.º                            | 1922 | XXXV R. (Silva)                                                                                  | 3.ª vez. | | |
|                                                                                                 | Barreto, João de Melo (1873–1935)                                      |                                  | Ministro dos Negócios Estrangeiros                                                                          | 107.º                                                                                            | 1919–1920 | XXI R. (Sá Cardoso) XXIII R. (Pereira)                                                                                        | João de Melo Barreto foi ministro do XXI governo republicano. Como o XXII governo não tomou posse, e Melo Barreto continuou ministro no governo seguinte (XXIII), conta-se esta passagem pelo governo como uma apenas. |
| Ministro dos Negócios Estrangeiros                                                              | Barreto, João de Melo (1873–1935)                                      | 110.º                            | 1920 | XXVI R. (Granjo)                                                                                 | 2.ª vez. | | |
| Ministro dos Negócios Estrangeiros                                                              | Barreto, João de Melo (1873–1935)                                      | 112.º                            | 1921 | XXX R. (Barros Queirós) XXXI R. (Granjo)                                                         | 3.ª vez. | | |
|                                                                                                 | Barros, Henrique de (1904–2000)                                        |                                  | Ministro de Estado                                                                                          | 6.º                                                                                              | 1976–1978 | I C. (Soares) | |
|                                                                                                 | Barros, João de (1881–1960)                                            |                                  | Ministro dos Negócios Estrangeiros                                                                          | 120.º                                                                                            | 1924–1925 | XLI R. (Domingues dos Santos)                                                                                                 | |
|                                                                                                 | Barroso, José Manuel Durão (1956–)                                     |                                  | Ministro dos Negócios Estrangeiros                                                                          | 160.º                                                                                            | 1992–1995 | XII C. (Cavaco Silva) | |
| Primeiro-ministro                                                                               | Barroso, José Manuel Durão (1956–)                                     | 115.º                            | 2002–2004                                                                                                   | XV C. (Durão Barroso)                                                                            | | | |
|                                                                                                 | Basto, Eduardo Alberto Lima (1875–1942)                                |                                  | Ministro do Fomento                                                                                         | 65.º                                                                                             | 1914–1915 | VIII R. (Azevedo Coutinho) | |
| Ministro do Trabalho e Previdência Social                                                       | Basto, Eduardo Alberto Lima (1875–1942)                                | 2.º T. 2.º P.S.                  | 1917 | XIV R. (Costa)                                                                                   | | | |
| Ministro do Trabalho                                                                            | Basto, Eduardo Alberto Lima (1875–1942)                                | 2.º T.                           | 1917 | XIV R. (Costa)                                                                                   | | | |
| Ministro do Comércio e Comunicações                                                             | Basto, Eduardo Alberto Lima (1875–1942)                                | 79.º C.io 15.º C.ções            | 1922 | XXXV R. (Silva)                                                                                  | | | |
| Ministro das Finanças                                                                           | Basto, Eduardo Alberto Lima (1875–1942)                                | 125.º                            | 1922 | XXXV R. (Silva)                                                                                  | Interino sem haver ministro efetivo. | | |
| Ministro das Finanças                                                                           | Basto, Eduardo Alberto Lima (1875–1942)                                | 134.º                            | 1925 | XLIII R. (Silva)                                                                                 | 2.ª vez. | | |
|                                                                                                 | Basto, José Alberto da Silva (1876–1972)                               |                                  | Ministro da Guerra                                                                                          | 99.º                                                                                             | 1919 | XVIII R. (Tamagnini Barbosa)                                                                                                  | |
|                                                                                                 | Bastos, João Pereira (1865–1951)                                       |                                  | Ministro da Guerra                                                                                          | 88.º                                                                                             | 1913–1914 | V R. (Costa) | |
|                                                                                                 | Bayard, Ildefonso (1782–1856)                                          |                                  | Ministro dos Negócios Estrangeiros                                                                          | 27.º                                                                                             | 1847 | XVI M. (Saldanha) | |
| Ministro da Guerra                                                                              | Bayard, Ildefonso (1782–1856)                                          | 24.º                             | 1847 | XVI M. (Saldanha)                                                                                | Interino sem haver ministro efetivo. | | |
|                                                                                                 | Bebiano, José Bacelar (1894–1967)                                      |                                  | Ministro do Comércio e Comunicações                                                                         | 98.º C.io 34.º C.ções                                                                            | 1928 | IV D. (Freitas) | |
| Ministro das Colónias                                                                           | Bebiano, José Bacelar (1894–1967)                                      | 159.º                            | 1928–1929                                                                                                   | IV D. (Freitas) V D. (Freitas) VI D. (Ivens Ferraz)                                              | Inicialmente interino (abr.–jun. 1928) sem haver um ministro efetivo. Interino no final (jul. 1929) em substituição de Eduardo Marques.                   | | |
| Ministro do Comércio e Comunicações                                                             | Bebiano, José Bacelar (1894–1967)                                      | 100.º C.io 36.º C.ções           | 1928 | V D. (Freitas)                                                                                   | 2.ª vez. Interino sem haver um ministro efetivo. | | |
|                                                                                                 | Beirão, Francisco da Veiga (1841–1916)                                 |                                  | Ministro dos Negócios Eclesiásticos e de Justiça                                                            | 83.º N.E. 83.º J.                                                                                | 1886–1890 | XLI M. (J.L. Castro) | |
| Ministro dos Negócios Eclesiásticos e de Justiça                                                | Beirão, Francisco da Veiga (1841–1916)                                 | 90.º N.E. 90.º J.                | 1897–1898                                                                                                   | XLVIII M. (J.L. Castro)                                                                          | 2.ª vez. | | |
| Ministro da Marinha e Ultramar                                                                  | Beirão, Francisco da Veiga (1841–1916)                                 | int. M. int. U.                  | 1897 | XLVIII M. (J.L. Castro)                                                                          | Interino em substituição de Henrique de Barros Gomes. | | |
| Ministro dos Negócios Estrangeiros                                                              | Beirão, Francisco da Veiga (1841–1916)                                 | 76.º                             | 1898–1900                                                                                                   | XLVIII M. (J.L. Castro) XLIX M. (J.L. Castro)                                                    | Inicialmente interino (abr.–ago. 1898) em substituição de Henrique de Barros Gomes.                                                                       | | |
| Presidente do Conselho de Ministros                                                             | Beirão, Francisco da Veiga (1841–1916)                                 | 52.º                             | 1909–1910                                                                                                   | LX M. (Veiga Beirão)                                                                             | | | |
| Ministro dos Negócios Eclesiásticos e de Justiça                                                | Beirão, Francisco da Veiga (1841–1916)                                 | 104.º N.E. 104.º J.              | 1910 | LX M. (Veiga Beirão)                                                                             | 3.ª vez. | | |
|                                                                                                 | Beleza, Leonor (1948–)                                                 |                                  | Ministra da Saúde                                                                                           | 10.ª                                                                                             | 1985–1990 | X C. (Cavaco Silva) XI C. (Cavaco Silva)                                                                                      | |
|                                                                                                 | Beleza, Miguel (1950–)                                                 |                                  | Ministro das Finanças                                                                                       | 163.º                                                                                            | 1990–1991 | XI (Cavaco Silva) | |
|                                                                                                 | Belo, João (1878–1928)                                                 |                                  | Ministro das Colónias                                                                                       | 157.º                                                                                            | 1926–1927 | III D. (Carmona) | |
| Ministro da Marinha                                                                             | Belo, João (1878–1928)                                                 | 149.º                            | 1927 | III D. (Carmona)                                                                                 | Interino sem haver um ministro efetivo. | | |
|                                                                                                 | Bessa, Daniel (1948–)                                                  |                                  | Ministro da Economia                                                                                        | 17.º                                                                                             | 1995–1996 | XIII C. (Guterres) | |
|                                                                                                 | Bessa, Henrique Forbes de (1894–1920)                                  |                                  | Ministro do Interior                                                                                        | 100.º                                                                                            | 1918 | XV R. (Pais) | |
| Secretário de Estado do Trabalho (até 16 dez. 1918) Ministro do Trabalho (desde 16 dez. 1918)   | Bessa, Henrique Forbes de (1894–1920)                                  | 4.º                              | 1918–1919                                                                                                   | XVI R. (Pais, até 14 dez. 1918) (Canto e Castro, desde 15 dez. 1918) XVII R. (Tamagnini Barbosa) | | | |
|                                                                                                 | Bettencourt, José Tristão de (1880–1954)                               |                                  | Ministro das Colónias                                                                                       | n.e.                                                                                             | 1928 | IV D. (Freitas) | Não empossado. |
|                                                                                                 | Bettencourt, Manuel Ortins de (1892–1969)                              |                                  | Ministro da Marinha                                                                                         | 154.º                                                                                            | 1936–1944 | II E.N. (Oliveira Salazar) | |
|                                                                                                 | Bicker, Joaquim Júdice (1867–1926)                                     |                                  | Ministro da Marinha                                                                                         | 132.º                                                                                            | 1920 | XXIV R. (Baptista, até 6 jun. 1920) (Ramos Preto, desde 6 jun. 1920)                                                          | |
| Ministro da Marinha                                                                             | Bicker, Joaquim Júdice (1867–1926)                                     | 143.º                            | 1923 | XXXVIII R. (Ginestal Machado)                                                                    | 2.ª vez. | | |
|                                                                                                 | Bóbeda, Visconde de Joaquim de Sousa Quevedo Pizarro (1777–1838)       |                                  | Ministro da Guerra                                                                                          | 2.º                                                                                              | 1831–1832 | G.R. | Ainda sem o título. |
| Ministro da Marinha e Ultramar                                                                  | Bóbeda, Visconde de Joaquim de Sousa Quevedo Pizarro (1777–1838)       | 2.º M. 2.º U.                    | 1831–1832                                                                                                   | G.R.                                                                                             | Ainda sem o título. | | |
| Ministro dos Negócios Estrangeiros                                                              | Bóbeda, Visconde de Joaquim de Sousa Quevedo Pizarro (1777–1838)       | 3.º                              | 1831–1832                                                                                                   | G.R.                                                                                             | Ainda sem o título. | | |
| Ministro da Guerra                                                                              | Bóbeda, Visconde de Joaquim de Sousa Quevedo Pizarro (1777–1838)       | 11.º                             | 1837 | VIII M. (Dias de Oliveira) IX M. (Sá da Bandeira)                                                | 2.ª vez. Com o título de visconde. | | |
| Ministro da Marinha e Ultramar                                                                  | Bóbeda, Visconde de Joaquim de Sousa Quevedo Pizarro (1777–1838)       | 19.º M. 19.º U.                  | 1837 | VIII M. (Dias de Oliveira)                                                                       | 2.ª vez. Interino sem haver um ministro efetivo. Com o título de visconde.                                                                                | | |
|                                                                                                 | Bocage, Carlos du (1853–1918)                                          |                                  | Ministro dos Negócios Estrangeiros                                                                          | 86.º                                                                                             | 1909 | LIX M. (Lima) | |
|                                                                                                 | Bocage, José Vicente Barbosa du (1823–1907)                            |                                  | Ministro da Marinha e Ultramar                                                                              | 77.º M. 77.º U.                                                                                  | 1883 | XXXIX M. (Fontes Pereira de Melo)                                                                                             | |
| Ministro dos Negócios Estrangeiros                                                              | Bocage, José Vicente Barbosa du (1823–1907)                            | 60.º                             | 1883–1886                                                                                                   | XL M. (Fontes Pereira de Melo)                                                                   | | | |
| Ministro dos Negócios Estrangeiros                                                              | Bocage, José Vicente Barbosa du (1823–1907)                            | 63.º                             | 1890–1891                                                                                                   | XLIII M. (Crisóstomo)                                                                            | 2.ª vez. | | |
|                                                                                                 | Bonfim, Conde do José Travassos Valdez (1787–1862)                     |                                  | Ministro da Marinha e Ultramar                                                                              | 21.º M. 21.º U.                                                                                  | 1837–1838 | IX M. (Sá da Bandeira) | Com o título de barão. |
| Ministro da Guerra                                                                              | Bonfim, Conde do José Travassos Valdez (1787–1862)                     | 13.º                             | 1837–1838                                                                                                   | IX M. (Sá da Bandeira)                                                                           | Interino sem haver um ministro efetivo. Com o título de barão.                                                                                            | | |
| Ministro da Guerra                                                                              | Bonfim, Conde do José Travassos Valdez (1787–1862)                     | 15.º                             | 1838–1839                                                                                                   | IX M. (Sá da Bandeira)                                                                           | 2.ª vez. Com o título de conde. | | |
| Presidente do Conselho de Ministros                                                             | Bonfim, Conde do José Travassos Valdez (1787–1862)                     | 11.º                             | 1839–1841                                                                                                   | XI M. (Bonfim)                                                                                   | Com o título de conde. | | |
| Ministro da Guerra                                                                              | Bonfim, Conde do José Travassos Valdez (1787–1862)                     | 17º                              | 1839–1841                                                                                                   | XI M. (Bonfim)                                                                                   | 3.ª vez. Com o título de conde. | | |
| Ministro da Marinha e Ultramar                                                                  | Bonfim, Conde do José Travassos Valdez (1787–1862)                     | int. M. int. U.                  | 1839 | XI M. (Bonfim)                                                                                   | Interino em substituição do conde de Vila Real. Com o título de conde.                                                                                    | | |
| Ministro dos Negócios Estrangeiros                                                              | Bonfim, Conde do José Travassos Valdez (1787–1862)                     | 18.º                             | 1839 | XI M. (Bonfim)                                                                                   | Interino em substituição do visconde da Carreira, que não chegou a tomar posse. Com o título de conde.                                                    | | |
| Ministro da Marinha e Ultramar                                                                  | Bonfim, Conde do José Travassos Valdez (1787–1862)                     | 26.º M. 26.º U.                  | 1839–1841                                                                                                   | XI M. (Bonfim)                                                                                   | 2.ª vez. Interino sem haver um ministro efetivo. Com o título de conde.                                                                                   | | |
| Ministro da Marinha e Ultramar                                                                  | Bonfim, Conde do José Travassos Valdez (1787–1862)                     | 28.º M. 28.º U.                  | 1841 | XI M. (Bonfim)                                                                                   | 3.ª vez. Interino, inicialmente (abr. 1841), em substituição de Manuel Gonçalves de Miranda, depois sem haver um ministro efetivo. Com o título de conde. | | |
|                                                                                                 | Borges, Jorge Sá (1933–2009)                                           |                                  | Ministro dos Assuntos Sociais                                                                               | 3.º                                                                                              | 1975 | IV P. (Gonçalves) | |
| Ministro dos Assuntos Sociais                                                                   | Borges, Jorge Sá (1933–2009)                                           | 5.º                              | 1975 | VI P. (Pinheiro de Azevedo)                                                                      | 2.ª vez. | | |
| Ministro do Trabalho                                                                            | Borges, Jorge Sá (1933–2009)                                           | 44.º                             | 1979–1980                                                                                                   | V C. (Pintasilgo)                                                                                | | | |
|                                                                                                 | Borges, Vasco (1882–1942)                                              |                                  | Ministro da Instrução Pública                                                                               | 22.º                                                                                             | 1920 | XXIV R. (Baptista, até 6 jun. 1920) (Ramos Preto, desde 6 jun. 1920)                                                          | |
| Ministro dos Negócios Estrangeiros                                                              | Borges, Vasco (1882–1942)                                              | int.                             | 1920 | XXIV R. (Baptista, até 6 jun. 1920) (Ramos Preto, desde 6 jun. 1920)                             | Interino em substituição de Rodolfo Xavier da Silva. | | |
| Ministro do Comércio e Comunicações                                                             | Borges, Vasco (1882–1942)                                              | 76.º C.io 12.º C.ções            | 1921 | XXXIII R. (Maia Pinto)                                                                           | | | |
| Ministro do Trabalho                                                                            | Borges, Vasco (1882–1942)                                              | 22.º                             | 1922 | XXXV R. (Silva) XXXVI R. (Silva)                                                                 | Interino no final (nov.–dez. 1922) sem haver um ministro efetivo.                                                                                         | | |
| Ministro da Justiça e dos Cultos                                                                | Borges, Vasco (1882–1942)                                              | int.                             | 1922 | XXXV R. (Silva)                                                                                  | Interino em substituição de João Catanho de Meneses. | | |
| Ministro do Comércio e Comunicações                                                             | Borges, Vasco (1882–1942)                                              | 80.º C.io 16.º C.ções            | 1922 | XXXV R. (Silva) XXXVI R. (Silva)                                                                 | 2.ª vez. Inicialmente interino em substituição de Eduardo Alberto Lima Basto (set.–out. 1922), depois efetivo.                                            | | |
| Ministro dos Negócios Estrangeiros                                                              | Borges, Vasco (1882–1942)                                              | 123.º                            | 1925–1926                                                                                                   | XLIV R. (Pereira) XLV R. (Silva)                                                                 | | | |
|                                                                                                 | Borrego, Carlos (1948–)                                                |                                  | Ministro do Ambiente e Recursos Naturais                                                                    | 5.º A. 2.º R.N.                                                                                  | 1991–1993 | XI C. (Cavaco Silva) XII C. (Cavaco Silva)                                                                                    | |
|                                                                                                 | Bossa, José Ferreira (1894–1970)                                       |                                  | Ministro das Colónias                                                                                       | 164.º                                                                                            | 1935–1936 | I E.N. (Oliveira Salazar) | |
|                                                                                                 | Botelho, José Nicolau Raposo (1850–1914)                               |                                  | Ministro da Guerra                                                                                          | 83.º                                                                                             | 1910 | LXI M. (Teixeira de Sousa) | |